# Ludwig von Fischer
Ludwig von Fischer (Bremgarten bei Bern, 21 novembre 1805 – Zollikofen, 3 luglio 1884) è stato un avvocato e politico svizzero.

## Biografia
Figlio di Carl von Fischer, possidente e ufficiale al servizio dell'Olanda. Compì studi di diritto a Ginevra, e nel 1835 sposò Maria Cecilia Bürkli, figlia di Johann Max Bürkli. Proprietario terriero a Reichenbach, avvocato e procuratore, fu deputato al Gran Consiglio bernese negli anni 1837-1846 e 1858-1862. Nel 1841, assieme a Eduard Blösch, riuscì a risolvere la controversia sorta attorno alla separazione dei beni fra città e cantone. Nel 1846 fece parte della Costituente cantonale. Consigliere di Stato dal 1850, fu l'elemento portante del governo cantonale conservatore, ma diede le dimissioni nel 1855 a causa dell'irrisolta questione dell'assistenza sociale. Fu Consigliere nazionale dal 1848 al 1851. Fu uno dei pochi membri del patriziato cittadino a intrattenere stretti rapporti con il popolo. Morì il 3 luglio 1884 nel castello di Reichenbach, a Zollikofen.